# Axel Liebmann
Axel Liebmann, född 30 augusti 1849 i Köpenhamn, död där 23 januari 1876, var en dansk tonsättare. Han var son till Frederik Liebmann.
Liebmann blev student 1867 och studerade under två år (1868–69) vid Det Kongelige Danske Musikkonservatorium och var dirigent i Studenter-Sangforeningen (1868–71), men fortsatte dock samtidigt sina studier vid Köpenhamns universitet, där han 1872 tog statsvetenskaplig examen.  År 1873 stiftade han tillsammans med Victor Bendix Korforeningen och var en kortare tid musikanmälare på Fædrelandet.  År 1874 konstituerades han som organist vid Garnisonskirken. En rad kompositioner av honom, mest kammarmusik och sånger, vittnar om en allsidig konstnärlig utveckling, som lovade mycket. Ett större körstycke, Planternes Liv, uppförde Musikforeningen 1876 till hans minne.